# John Doe (muzyk)
John Doe, właśc. John Nommensen Duchac (ur. 25 lutego 1954 w Decatur, Illinois) – amerykański wokalista i gitarzysta basowy.
W 1977 roku wraz z Exene Cervenką utworzył punkrockowy zespół X z którym występuje do dziś. Oboje udzielają się również w folkowo-punkowym zespole The Knitters. Na początku lat 80. Doe zagrał na dwóch albumach zespołu The Flesh Eaters.

## Dyskografia
X:
Single:
- We're Desperate, (Dangerhouse 1978)
- White Girl, (Slash Records 1980)
- Blue Spark, (Elektra Records 1982)
- Breathless, (Elektra Records 1983)
- True Love Part II, (Elektra Records 1983)
- Burning House of Love, (Elektra Records 1985)
- Country at War, (Big Life 1993)

Albumy:
- Los Angeles, (Slash Records 1980)
- Wild Gift, (Slash Records 1981)
- Under the Big Black Sun, (Elektra Records 1982)
- More Fun in the New World, (Elektra Records 1983)
- Ain’t Love Grand!, (Elektra Records 1985)
- See How We Are, (Elektra Records 1987)
- Live at the Whisky a Go-Go, (Elektra Records 1988)
- Hey Zeus!, (Mercury Records 1993)
- Unclogged, (Infidelity Records 1995)

The Knitters:
- Poor Little Critter On The Road, (Slash Records 1985)
- The Modern Sounds Of The Knitters, (Rounder 2005)